# Вишневський Валентин Павлович
Валенти́н Па́влович Вишне́вський (нар. 8 червня 1958 р. у м. Суми) — український вчений-економіст, академік НАН України (2012 [Архівовано 30 жовтня 2020 у Wayback Machine.]), доктор економічних наук (1998), професор (2005). Сфера наукових інтересів: економічна теорія, моделювання економічних систем, фіскальна, монетарна та промислова політика.

## Біографія
В. П. Вишневський народився у 1958 р. у м. Суми. У 1980 р. закінчив з відзнакою Харківський інженерно-економічний інститут (кваліфікація – інженер-економіст). З 1980 р. — співробітник Інституту економіки промисловості НАН України. У 1987 р. захистив кандидатську дисертацію на тему «Економічні методи використання резервів прискорення технічного переозброєння виробництва (на прикладі металургійних підприємств УРСР)», а в 1998 р. — докторську дисертацію на тему «Методологічні основи вдосконалення оподаткування підприємств». З 1997 р. – керівник низки науково-дослідних робіт і наукових проектів НАН України. Серед найбільш важливих – науково-технічний проект зі створення «Інтелектуальної автоматизованої системи супроводу бюджетного процесу» (2007-2013 рр.), яка являє собою унікальний комплекс імітаційних системно-динамічних математичних моделей, баз даних та інформаційних технологій, що дозволяють кількісно оцінювати наслідки рішень, які приймаються у сфері податково-бюджетної політики, для економіки окремих областей і держави в цілому.

## Творчий шлях і наукові інтереси
В.П. Вишневський є визнаним в Україні вченим-економістом. Був керівником низки науково-дослідних робіт і наукових проектів з проблем податково-бюджетної та промислової політики, які виконувалися в Інституті економіки промисловості НАН України.
За результатами наукових досліджень В.П. Вишневським розроблено: концепцію промислової політики України; концепцію оподаткування підприємств, сприятливого для вітчизняного товаровиробника;  науково-методичні рекомендації щодо вдосконалення складу, структури і механізму обчислення податків, сплачуваних підприємствами.
Під його керівництвом і за безпосередньою участю разом з фахівцями з математики, програмування та інформаційних технологій було розроблено і реалізовано на ПЕОМ комплекс економіко-математичних моделей з оцінки та прогнозування:
- впливу окремих податків (на прибуток, ПДВ, обов'язкових відрахувань на соціальне страхування) та їх сукупності на діяльність промислових підприємств (1998 р.);
- впливу податкових режимів, що застосовуються різними податковими юрисдикціями, на напрями міжнародної міграції капіталу і прямі іноземні інвестиції (2002 р.);
- впливу ПДВ на національне виробництво, споживання, заощадження і доходи бюджету, що визначається через призму функціонування трьох взаємозв'язаних секторів — домогосподарств, виробничого і суспільного (2004 р.);
- впливу податків, сплачуваних комерційними банками, як фінансових посередників між кінцевими інвесторами і підприємствами, на розвиток реального сектору економіки (2005 р.);
- наслідків рішень органів влади в податково-бюджетній сфері на економіку окремих областей та України в цілому (2007–2013 рр.);
- рівня "тінізації" економіки на регіональному рівні (на прикладі Донецької області) (2014 р.);
- впливу процесів цифровізації на розвиток національної економіки (2018 р.);
- технологічних розривів між Україною та розвиненими країни ЄС з використанням концепції S-подібних технологічних кривих (2019 р.).

Як фахівець із питань фінансів і оподаткування В. П. Вишневський брав участь у діяльності Комісії з питань економічної реформи й управління народним господарством Верховної Ради України; робочої групи Кабінету Міністрів України для вивчення впливу податкової системи на господарську діяльність підприємств і організацій та підготовки проектів щодо лібералізації податкового законодавства; робочої групи з питань розвитку системи податків як основи зміцнення державних фінансів та піднесення національної економіки; спеціальної комісії з перевірки додержання законодавства з питань адміністрування і відшкодування податку на додану вартість; регіонального комітету з упровадження проектів і програм ДПА у Донецькій області та ін.
Результати наукових досліджень В. П. Вишневського були використані: у законотворчій діяльності (при розробці Законів України «Про систему оподаткування», «Про оподаткування прибутку підприємств», «Про податок на додану вартість», «Про місцеві податки і збори» та ін.); при розробці Концепції державної промислової політики України, Концепції організаційно-економічного механізму стабілізації промислового виробництва, Програми науково-технічного розвитку Донецької області до 2020 р.; а також у практичній діяльності промислових підприємств.
В. П. Вишневський єголовним редактором журналу «Економіка промисловості», членом редколегій журналів "Наука та інновації" (Scopus, WoS), "Экономика Украины", "Journal of Tax Reform" (WoS).
Є членом спеціалізованих Вчених рад в Інституті економіки промисловості НАН України та Інституті економіки і прогнозування НАН України із захисту дисертацій на здобуття наукового ступеня доктора економічних наук (2020). Був членом спеціалізованої вченої ради в Інституті економіко-правових досліджень НАН України, а також членом експертної ради МОН України із питань проведення експертизи дисертаційних робіт за спеціальністю «Гроші, фінанси та кредит». Підготував 16 кандидатів та 6 докторів наук.

## Ключові дати
- 1958 — народився у місті Суми
- 1975 — закінчив середню школу № 3 у місті Суми
- 1980 — закінчив Харківський інженерно-економічний інститут
- 1980 — за розподілом прибув до Інституту економіки промисловості АН УРСР (нині Інститут економіки промисловості НАН України)
- 1980–1982 — служив в лавах Радянської Армії
- 1984 — вступив до аспірантури Інституту економіки промисловості АН УРСР
- 1987 — захистив кандидатську дисертацію на тему «Економічні методи використання резервів прискорення технічного переозброєння виробництва (на прикладі металургійних підприємств УРСР)»
- 1998 — захистив докторську дисертацію на тему «Методологічні основи вдосконалення оподаткування підприємств»
- 2004 — завідувач відділом фінансово-економічних проблем використання виробничого потенціалу Інститут економіки промисловості НАН України
- 2005 — професор за спеціальністю «Фінанси, грошовий обіг і кредит»
- 2006 — керівник відділення проблем стратегії розвитку і фінансово-економічного регулювання промисловості Інститут економіки промисловості НАН України
- 2006 — член-кореспондент НАН України за спеціальністю «Фінанси, грошовий обіг і кредит»
- 2012 — академік НАН України за спеціальністю «Фінанси»

## Публікації
За результатами наукової роботи вченим опубліковано більше 100 наукових робіт, у тому числі 4 особисті монографії та низку наукових монографій у співавторстві, статті у відомих українських, російських та англомовних журналах («Економіка України», «Вопросы экономики», «Мировая экономика и международные отношения», «Terra Economicus», «Journal of Tax Reform», «Environment, Development and Sustainability» та ін.).

##### Вибрані статті
Vishnevsky V. P., Chekina V. D. Robot vs. tax inspector or how the fourth industrial revolution will change the tax system: a review of problems and solutions. Journal of Tax Reform, 2018, vol. 4, no. 1, pp. 6–26. http://dx.doi.org/10.15826/jtr.2018.4.1.042
Vishnevsky, V., Aleksandrov, I. & Polovyan, A. Scenarios of the old industrial regions’ development: selecting the methodology. Environ Dev Sustain 13, 65–78 (2011). https://doi.org/10.1007/s10668-010-9248-6
Вишневский В, Дементьев В. Инновации, институты и эволюция. Вопросы экономики. 2010; (9):41-62. (In Russ.) https://doi.org/10.32609/0042-8736-2010-9-41-62
Вишневский В., Веткин А. Уклонение от уплаты налогов и рациональный выбор налогоплательщика. Вопросы экономики, 2004; (2):96-108. (In Russ.) https://doi.org/10.32609/0042-8736-2004-2-96-108

##### Вибрані монографії
Цифровізація економіки України: трансформаційний потенціал: монографія / В.П. Вишневський, О.М. Гаркушенко, С.І. Князєв, Д.В. Липницький, В.Д. Чекіна;. за ред. В.П. Вишневського та С.І. Князєва; НАН України, Інститут економіки промисловості. – Київ: Академперіодика, 2020. – 188 c. ISBN: 978-966-360-398-8. Publication Language: Ukrainian. https://doi.org/10.15407/akademperiodyka.398.188
Монетарная власть в современном мире. Кто бросит вызов доллару? : монография / Вишневский В.П., Вишневская Е.Н., Матюшин А.В., Шелудько Н.М.; под ред. В.П. Вишневского и Н.М. Шелудько; ГУ «Институт экономики и прогнозирования НАН Украины». – Киев : Академпериодика, 2017. – 200 c. ISBN: 978-966-360-345-2 Publication Language: Russian. https://doi.org/10.15407/akademperiodyka.345.200
Наднациональные модели налоговых систем: от Китая до Магриба (Китайско-Восточноазиатская, Индийско-Южноазиатская и Магрибско-Ближневосточная налоговые популяции) : монография / В. П. Вишневский, Л. И. Гончаренко, А. В. Гурнак, Е. Н. Вишневская; под общ. ред. проф. В. П. Вишневского. – М. : Магистр: ИНФРА–М, 2017. – 272 с. ISBN: 978-5-9776-0453-6 (в пер.) Publication Language: Russian.
Налогообложение: теории, проблемы, решения / В.П. Вишневский, А.С. Веткин, Е.Н. Вишневская и др.; под общ. ред. В.П. Вишневского. – Донецк: ДонНТУ, ИЭП НАН Украины, 2006. – 504 с. ISBN: 966-377-019-8. Publication Language: Russian.

### Профілі автора
ORCID — https://orcid.org/0000-0002-8539-0444 [Архівовано 9 липня 2021 у Wayback Machine.]
Publons — https://publons.com/researcher/1749980/valentine-vishnevsky/ [Архівовано 12 квітня 2021 у Wayback Machine.]
Google Scholar — https://scholar.google.com.ua/citations?user=SK2hnxcAAAAJ [Архівовано 15 березня 2022 у Wayback Machine.]
РИНЦ — https://elibrary.ru/author_items.asp?authorid=614699

## Відзнаки та нагороди
1991 — медаль НАН України із премією для молодих учених за цикл робіт «Теоретичні основи і методичне забезпечення формування ефективного механізму розподілу прибутку»
2019 — лауреат премії імені М.І. Туган-Барановського за видатні наукові роботи в галузі економіки (цикл робіт «Перспективи, напрями і механізми розвитку смарт-промисловості в Україні»)